# Tyranneau masqué
Phylloscartes flaviventris
Ne doit pas être confondu avec Tyranneau casqué.
Espèce
Statut de conservation UICN

 LC  : Préoccupation mineure
Le Tyranneau masqué (Phylloscartes flaviventris) est une espèce de passereau de la famille des Tyrannidae,.

## Distribution
Cet oiseau peuple le centre de la cordillère de la Costa (Venezuela),,.

## Systématique
Cette espèce est monotypique selon la classification de référence du Congrès ornithologique international (version 9.1, 2019).